# Капетильо, Гильермо
Гильермо Эдуардо Капетильо де Флорес (исп. Guillermo Eduardo Capetillo de Flores; 30 апреля 1958, Мехико, Мексика) — известный мексиканский актёр, певец, танцор и матадор.

## Биография
Родился 30 апреля 1958 года в Мехико. Дебютировал в популярном мексиканском сериале «Богатые тоже плачут», где актёр исполнил роль Бето, родного сына Марианны Вильяреаль (Вероника Кастро). Актёру понравилось играть с Вероникой Кастро, и у него появились две новые мечты, в дальнейшем сбывшиеся одновременно — сыграть главную роль, и сняться с Вероникой ещё раз, исполнив на сей раз роль жениха или супруга её героини.
В 1987 году его пригласили на роль Рикардо Линареса в ставший культовым мексиканский сериал «Дикая Роза», где его герой знакомится с Розой Гарсия, девушкой из бедного района, позже влюбляется в неё, а в конце сериала они остаются вместе.
Поскольку на роль Рохелио Линареса, брата Рикардо, подходящих актёров не нашлось, сценаристы решили сделать братьев близнецами, и Гильермо Капетильо сыграл сразу две роли. В мексиканском кинематографе «Дикая Роза» — первый сериал, в котором две роли исполнял один и тот же актёр. Позже эта практика будет востребована повсеместно. После успеха в телесериале «Богатые тоже плачут», он снялся вместе с Лусией Мендес в телесериале «Колорина» (1980), где он сыграл роль сына Колорины Хосе Мигеля Редеса. В 2001 году вышел ремейк сериала «Колорина», под названием «Страсти по Саломее», где героя Хосе Мигеля сыграл не менее популярный актёр Эрнесто Д'Алессио. У актёра есть много известных родственников, которые также имеют отношения к творчеству, одним из которых является его младший брат — известный мексиканский актёр и эстрадный певец, обладатель множества музыкальных и кинематографических премий, известный кумир молодёжи и известный мексиканский секс-символ всех времён и народов Эдуардо Капетильо (1970).
Капетильо также участвовал в боях с быками. В 2008 году в возрасте 50 лет Капетильо вернулся к карьере тореадора.

## Избранная фильмография
Сериалы студии Телевиса (Мексика).
- 1979 — Богатые тоже плачут — Бето
- 1980 — Колорина — Хосе Мигель Редес
- 1983 — Хищница — Виктор Альфонсо Мартинес Бустаманте
- 1987 — Дикая Роза — Рикардо Линарес/Рохелио Линарес
- 1997 — Ад в маленьком городке — Эрмило Хаймес
- 1998 — Свет на пути — Родриго
- 1999-2000 — Три женщины — Мануэль Тоскано
- 2005 — Пабло и Андреа — Хуан Карлос Сааведра
- 2008-09 — Завтра – это навсегда — Анибаль Элисальде Ривера / Херо́нимо Элисальде
- 2010 — Я твоя хозяйка — Рохелио Виллалба
- 2010-11 — Когда я влюбляюсь — Антонио Ириондо
- 2012-13 — Любовные истины — Нельсон Бризз

## Награды и премии
| Год  | Награда                                               | Категория                           | Работа     | Результат |
| ---- | ----------------------------------------------------- | ----------------------------------- | ---------- | --------- |
| 1988 | Премия мексиканского кинематографа/Premios TVyNovelas | «Лучшая положительная главная роль» | Дикая Роза | Победа    |